# ݜ
ݜ‬ – litera rozszerzonego alfabetu arabskiego, powstała poprzez połączenie arabskiej litery س‬ z czterema kropkami. Wykorzystywana jest w językach: szina i palula. W obydwu językach oznacza dźwięk [ʂ], tj. spółgłoskę szczelinową z retrofleksją bezdźwięczną. 

## Postacie litery
| Postać: | izolowana | końcowa | środkowa | początkowa |
| ------- | --------- | ------- | -------- | ---------- |
| Wygląd: | ݜ‬         | ـݜ‬      | ـݜـ‬      | ݜـ‬         |

## Kodowanie
| Znak                   | ݜ                                       | ݜ                                       |
| ---------------------- | --------------------------------------- | --------------------------------------- |
| Nazwa w Unikodzie      | Arabic Letter Seen With Four Dots Above | Arabic Letter Seen With Four Dots Above |
| Kodowanie              | dziesiątkowo                            | szesnastkowo                            |
| Unicode                | 1884                                    | U+075C                                  |
| UTF-8                  | 221 156                                 | dd 9c                                   |
| Odwołania znakowe SGML | &#1884;                                 | &#x075C;                                |